# ABBA-methode
De ABBA-methode (uitspraak aabeebeeaa-methode) (ook wel het ABBA-principe genoemd) is een door de Amerikaanse econoom Ignacio Palacios-Huerta bedachte methode om op een eerlijke(r) manier een reeks penalty's of strafworpen te nemen, indien na de reguliere speeltijd een wedstrijd is geëindigd in een gelijke stand. Hij bestudeerde penalty's van voetbalwedstrijden tussen 1970 en 2012, waarbij hij concludeerde dat de beginnende partij een kans van 60% heeft om de reeks te winnen.
De oorspronkelijke methode is om team A te laten beginnen (eventueel na een toss) waarna de teams om beurten een penalty nemen. Het gevolg is dat alleen team A voortdurend voor kan staan als de penalty's er allemaal in gaan. Dat levert team A een psychologisch voordeel op. De ABBA-methode neemt dat voordeel weg door eerst team A een penalty te laten nemen waarna team B twee keer een penalty neemt, waarna team A weer twee keer een penalty neemt enzovoort. Zodoende komt zowel team A als team B regelmatig voor te staan.
Gebruikelijk schema
AB AB AB AB AB (start van ‘sudden death’) AB AB etc.
Alternatief schema
AB BA AB BA AB (start van ‘sudden death’) BA AB etc.

## Voetbal
In 2012 is de FIFA gestart met nagaan hoe deze methode kan worden geïntroduceerd. Sinds 2016 experimenteert de FIFA met deze methode bij de jeugd.
In mei 2017 werd er een proef mee gehouden bij het UEFA-kampioenschap voor jeugd tot 17 jaar en het UEFA-kampioenschap voor vrouwen tot 17 jaar. In juni 2017 werd de proef voortgezet bij de UEFA-kampioenschappen voor jeugd tot 19 jaar en voor vrouwen tot 19 jaar.
De eerste wedstrijd waarin het systeem daadwerkelijk werd gebruikt was in Tsjechië de strafschoppenreeks in de halve finale van het Europese kampioenschap voor meisjes tot 17 jaar, Duitsland-Noorwegen.

### FC Lisse - HSV Hoek
Op 20 september 2017 heeft de scheidsrechter die de Nederlandse bekerwedstrijd FC Lisse tegen HSV Hoek floot, per ongeluk deze methode in Nederland geïntroduceerd. Omdat dit tegen de op dat moment in Nederland geldende spelregels was, is de uitslag ongeldig verklaard. Uiteindelijk bepaalde de rechter dat de strafschoppenserie moest worden overgedaan. Dit vond plaats op 11 oktober 2017 bij FC Lisse, waarbij de overwinning behaald werd door HSV Hoek.

## Tennis
In het tennis wordt de tiebreak afgewerkt volgens de ABBA-methode.